# Noviodúnum (Mèsia)
|  | Per a altres significats, vegeu «Noviodúnum». |

Noviodúnum fou una fortalesa romana d'origen celta a la baixa Mèsia una mica més amunt del punt on el Danubi es divideix en braços.
La ciutat fou la seu de l'armada fluvial Classis Flavia Moesica, i fou el quarter de la Legió V Macedònica (106-167), Legió I Italica (167-) i la Legió I Iovia. A final de l'Imperi la ciutat i les fortificacions havien estat destruïdes i fou restaurada més tard per Justinià I. Prop de la ciutat l'emperador Valent va construir el 369, durant la Guerra gòtica un pont sobre el Danubi per la seva expedició contra els greutungs i els teruings d'Atanaric, per enfrontar-se als gots a la batalla de Noviodúnum on els romans els van produir fortes baixes. El tractat de Noviodúnum, que cloure la guerra, va marcar en gran manera les relacions entre gots i romans, incloent el lliure comerç i l'intercanvi de tropes com a tribut, i Valent sentiria la pèrdua de guerrers en els anys següents.
Jordannes esmenta una Civitas Nova que probablement és aquesta ciutat.
La ciutat correspon a la moderna Isaccea.